# Johann Bucher-Manz
Johann Bucher-Manz (* 17. Juli 1843 in Niederweningen; † 25. Januar 1919 ebenda) war ein Schweizer Schmied, Mechaniker und Unternehmer. Er baute die elterliche Dorfschmiede zu einer modernen Maschinenfabrik aus und legte damit den Grundstein für das Unternehmen Bucher Industries. Mit technisch wegweisenden Produkten wie Obstpressen, Jauchepumpen und Mähmaschinen prägte er die zweite Phase der Agrartechnisierung in der Schweiz und trieb die Mechanisierung der Landwirtschaft wesentlich voran.

## Leben

### Herkunft und Ausbildung
Johann Bucher wurde 1843 als ältester Sohn von Heinrich Bucher (1815–1876) und Anna Bucher-Bucher (1819–1895) in der Murzeln bei Niederweningen geboren. Die Familie führte dort eine traditionsreiche Schmiede. Nach dem Besuch der Primarschule erlernte Bucher im väterlichen Betrieb das Schmiedehandwerk. Sonntags besuchte er ergänzend eine Zeichenschule in Baden.
1863 erhielt er von seinen Eltern die Erlaubnis zur Wanderschaft, um seine Kenntnisse zu vertiefen. In den folgenden Jahren war er als Eisendreher, Mechaniker und Maschinenschlosser an verschiedenen Orten in der Schweiz, Deutschland und Frankreich tätig, unter anderem in Pforzheim, Paris, Leipzig, Chemnitz und Frankfurt am Main. In der Lokomotivfabrik Hartmann in Chemnitz stieg er zum Zwischenmeister auf.

### Rückkehr und Modernisierung der Schmiede
Nach seiner Rückkehr in die Schweiz versuchte Bucher 1869, eine eigene mechanische Werkstatt in Langnau am Albis zu führen. Wegen finanzieller Schwierigkeiten musste er den Betrieb bald wieder aufgeben. 1871 übernahm er die elterliche Schmiede in Niederweningen auf Wunsch seines Vaters und wandelte sie in eine mechanische Werkstatt um.
In den 1870er-Jahren entwickelte Bucher unter anderem Obstmühlen, Obst- und Traubenpressen, handbetriebene Futter- und Rübenschneider sowie mechanische Bestandteile für landwirtschaftliche Geräte. Seine Produkte, für die Bucher zahlreiche Patente anmeldete, wurden auf landwirtschaftlichen Ausstellungen mehrfach ausgezeichnet und galten als vorbildlich für die damalige Zeit.

### Technische Innovation und internationale Einflüsse
Durch seine Erfahrungen im Ausland war Bucher internationalen Entwicklungen gegenüber aufgeschlossen. In den späten 1880er-Jahren begann er, landwirtschaftliche Maschinen aus Deutschland, Frankreich und den USA zu importieren – insbesondere von Fahr (Gottmadingen) und McCormick (USA). Bucher bewarb seine Maschinen erfolgreich durch Vorführungen und etablierte ein landesweites Vertriebsnetz.
Seine 1896 umbenannte Maschinenfabrik Johann Bucher-Manz, Niederweningen beschäftigte um 1900 knapp 30 Mitarbeiter. Ein Jahr später ergänzte er die begrenzte Wasserkraft am Standort seines Betriebs durch eine Dampfmaschine von Sulzer, wodurch der Betrieb zur eigentlichen Maschinenfabrik mit neuen Lager- und Produktionshallen avancierte. 

### Späte Jahre und Expansion nach Deutschland
Nach Änderungen der Zolltarife 1902, die den Außenhandel erschwerten, gründete Bucher gemeinsam mit seinem Sohn Jean im darauffolgenden Jahr eine Fabrik im Badisch Rheinfelden, die er persönlich leitete. Die Bucher-Manz, Jauchepumpen-Fabrik war zunächst erfolgreich, wurde aber bald wieder verkauft, da die Belastung für Bucher zu gross wurde.

## Familie und Privatleben
Bucher heiratete 1873 Katharina Manz aus Glattfelden. Das Paar hatte vier Kinder: Jean, Frieda, Lina und Emilie. Sohn Jean Bucher-Guyer (1875–1961) trat ab Mitte der 1890er-Jahre in den Familienbetrieb ein und übernahm 1904 offiziell die Geschäftsleitung. Johann Bucher zog sich nach seinem Aufenthalt in Rheinfelden in das Stammhaus in Niederweningen zurück, wo er bis zu seinem Tod 1919 lebte.